# دانييلا موراليس
دانييلا موراليس (بالإسبانية: Daniela Morales)‏ هي متسابقة ملكة الجمال وعارضة فنزويلية، ولدت في 11 مايو 1988 في كومانا في فنزويلا.